# آنی بازیل
آنی بازیل (ارمنی: Աննի Բազիլ؛  ۱۳ اکتبر ۱۹۱۱ – ۵ نوامبر ۱۹۹۵) یک بازیگر و فعال اهل ارمنستان بود. وی بین سال‌های - تا - میلادی فعالیت می‌کرد.

## زندگی‌نامه
وی با نام اصلی آنا بارسقیان (ارمنی: Աննա Բարսեղյան) در ۱۳ اکتبر ۱۹۱۱ در شیراز به دنیا آمد .  وی در ۵ نوامبر ۱۹۹۵ در سن ۸۴ سالگی در کلکته درگذشت.

## یادداشت
1. ↑  Հայկական համառոտ հանրագիտարան